# Lucy (nau espacial)
Lucy és una sonda espacial de tipus Discovery de la NASA en desenvolupament destinada a visitar cinc troians de Júpiter, asteroides que comparteixen l'òrbita de Júpiter al voltant del sol, orbitant per davant o per darrere del planeta.
Lucy va ser triada el 4 de gener de 2017 juntament amb la missió Psyche, com a següents missions del Programa Discovery de la NASA.
La missió porta el nom de la esquelet hominí 'Lucy', perquè l'estudi dels troians podria revelar els "fòssils de formació del planeta": materials que es van agrupar a la història primerenca del sistema solar per formar planetes i altres cossos. El propi australopitec va ser nomenat per la cançó dels Beatles, "Lucy in the Sky with Diamonds".
La nau espacial "Lucy" és la peça central d'una missió de 981 milions de dòlars.El 4 de gener de 2017, la sonda Lucy va ser escollida, juntament amb la missió Psyche, com a missions 13 i 14 del programa Discovery de la NASA, respectivament.La sonda va ser llançada en octubre de 2021. El novembre de 2023 i a l'abril de 2025 Va sobrevolar i fotografiar els asteroides Dinkinesh i Donaldjohanson, respectivament. Lucy arribarà al seu primer objectiu principal, l'asteroide troià de Júpiter Eurybates, a l'agost de 2027.
La missió rep el nom dels fòssils d'homínids Lucy, perquè l'estudi dels troians podria revelar els "fòssils de la formació de planetes": materials que es van agrupar en la història primerenca del Sistema Solar per formar planetes i altres cossos. L'homínid va rebre el nom de la cançó dels Beatles de 1967 "Lucy in the Sky with Diamonds". La nau espacial porta un disc fet de diamants cultivats en laboratori per al seu instrument L'TES.